# Шегарка
Шега́рка (рос. Шегарка) — річка в Росії, ліва притока Обі, тече в Новосибірській і Томській областях.
Шегарка бере початок у болотах південного сходу Васюганської рівнини на північному заході Коливанського району Новосибірської області (поблизу від кордону з Убінським районом). Від витоку тече на північний схід, потрапляє на територію Томської області, де зливається зі своєю найбільшою притокою Баксою. Звідси її русло ще більше відхиляється до півночі, і вона тече більш-менш паралельно основному руслу Обі на відстані 30–50 км. В межах Томської області Шегарка тече по території Шегарського і Кривошеїнського районів; впадає в Об за 15 км вище села Кривошеїно.
Довжина річки 382 км, площа басейну близько 12 000 км². Середньорічний стік, виміряний за 177 км від гирла, становить 12,6 м³/c. Живлення переважно снігове. Замерзає наприкінці жовтня — в листопаді, скресає у другій половині квітня — на початку травня. У верхів'ях маловодна: взимку може повністю перемерзати на 2–3 місяці, влітку пересихає.
Населенні пункти на річці: Пономаревка (Новосибірська область), Кожевніково-на-Шегарці, Бабарикіно, Маркелово, Анастасьївка, Монастирка, Володіно (Томська область).